# Племя
Пле́мя может обозначать форму как этнической, так и политической организации.
Племя не обязательно обладает территорией проживания и его претензии на какую-либо территорию не обязательно признаны другими группами. Племя можно считать группой.

## Определения понятия
Так же как и у понятия народ, существуют два основных определения, что такое племя. По одному из них племя определяется общими чертами, свойственными всем членам племени и объективно отличаемыми: язык, религия (вера), происхождение, обычаи и традиции. В другом источнике указано что в антропологии термин «Племя», употребляется для обозначения группы людей, связанных между собою известными общими признаками, а иногда и предполагаемой общностью происхождения.
По другому определению считается, что сама по себе «вера» в общую связь уже является достаточным критерием. Как показывают этнографические исследования, генеалогия у племён, не знающих письменности, весьма гибка и довольно быстро приспосабливается к политическим обстоятельствам. По этому определению племена являются прежде всего политическими союзами. Как пример, приводятся объединения во время Великого переселения народов групп различного происхождения в племена. Центром кристаллизации нередко являлся один-единственный предводитель (или его потомки), считавшийся позже родоначальником всего племени. Охотно использовалась и вера в происхождение от какого-либо божества — так, например, считали германские племена алеманнов и лангобардов. Зачастую племена располагали легендой собственного этногенеза, повествующей, как и почему возник их племенной союз и как сложились признаки, отличающие их от иных племён. Нередко существовали и легенды, как собственное племя, ведомое божеством, попало на свою землю.
Термин «племя» подвергается критике со стороны противников эволюционных теоретических подходов, которые заменяют его термином «этническая группа». Среди сторонников эволюционных теорий, особенно неоэволюционизма, он продолжает использоваться в качестве центрального пункта, а также часто встречается в современной научной литературе, особенно в археологии и исторических исследованиях. В этнологии также определение этноса как «племя» по-прежнему актуально (сравните, например, с зарегистрированными племенами в Индии), если он основан на самоидентификации и культурной, религиозной и этнической идентичности соответствующей социальной группы.

## Разграничение с понятиями «народ» и «государство»
Точное разграничение между понятиями «племя» и «народ» проблематично, так как границы часто размыты. Племя может быть составной частью народа, а может быть и его предварительной стадией. Потомки племени американских ирокезов рассматривают себя сегодня как народ и как нация.
Отличительным критерием между племенами и государствами часто является наличие регулярного войска. Племенные общины, существующие даже в наши дни в отдалённых и малоосвоенных регионах Земли, рассматриваются многими как начальная форма политического образования. Эту точку зрения разделяли и эволюционисты — Льюис Генри Морган и Фридрих Энгельс. По их мнению, существует естественная цепочка развития политических единиц от рода к фратрии (не всегда), от фратрии (рода) к племени, от племени к союзу племён (не всегда), от союза племён (племени) к государству.

## Племя как форма политической организации
В политической антропологии племя рассматривается как форма политической организации (полития), одноуровневая вождеству, но отличающаяся от последнего консенсуальным типом политического лидерства, в то время как вождество характеризуется авторитарным типом политического лидерства. Процесс перехода этнической общности на уровень племени называется трибализацией.

## Расширенная трактовка
Современные антропологи, такие как Итске Крамер, используют обобщенное понятие племени: «группа людей объединённых лидером и идеей»

## Критика понятия «племя» в африканистике
Одним из дискуссионных вопросов в современной африканистике является применимость понятия «племя» к этническим объединениям Тропической и Южной Африки. Во многом это связано с развитием социальной антропологии и исторической науки в независимых странах Африки во второй половине XX века. Для нового поколения африканских исследователей слово «племя» ассоциируется прежде всего с колониальной эпохой и навязыванием африканцам представлений о неразвитости и изначальном варварстве африканских обществ. Восточноафриканский исследователь Окот п’Битек писал по этому поводу:

…дело в том, что он [термин «племя»] звучит уничижительно, так как обозначает людей, живущих в первобытных или варварских условиях… А когда западные исследователи пишут о «племенном праве», «племенной экономике», «племенной религии» и т. д., они тем самым дают понять, что речь идёт о законах, хозяйстве и верованиях первобытных или варварских народов.— Окот п’Битек. Африканские традиционные религии. — М., 1979. — С. 31.
Однако критическое отношение к правомерности применения понятия «племя» к африканским реалиям свойственно не только африканским учёным, но и современным западным и российским исследователям. Например, И. Копытов, профессор антропологии университета Пенсильвании, отмечает, что понятие «племя» обретает своё современное значение в XIX веке, оно стало частью эволюционной модели, по которой современная Европа строила историю человечества: «Быть племенем означало пребывать на определённой стадии социальной эволюции; отсюда линия велась к более высоким формам организации, таким, как народы, нации и государства. Эта модель использовалась для обоснования притязаний европейского национализма, процветавшего в XIX в., и подведения под него историко-этнологической базы».
Российский африканист А. С. Балезин также выступает за отказ от употребления термина «племя» в отношении этносоциальной организации африканских народов. По его мнению, главными надобщинными структурами в Африке в доколониальный период являлись «конический клан» (или «рэмидж» клан) и вождество.
Однако консенсус среди африканистов по данной проблеме до сих пор не достигнут. В научных работах наряду с термином «вождество» продолжает также достаточно широко использоваться термин «племя». О том, что дискуссия по данному вопросу ещё не закрыта, свидетельствует выход в свет в 1991 году книги ленинградского/санкт-петербургского африканиста Н. М. Гиренко «Социология племени. Становление социологической теории и основные компоненты социальной динамики» и её переиздание в 2004 году[обновить данные].